# Na na (utwór Iry)
Na na – utwór zespołu pochodzący z debiutanckiej płyty IRA, wydanej w grudniu 1989 roku przez firmę fonograficzną Pronit. Utwór został zamieszczony na dziesiątej ostatniej pozycji na krążku, trwa 4 minuty i 13 sekund i jest jednym z dłuższych utworów znajdujących się na płycie.
Tekst utworu opowiada o tym że lepiej jest być sobą i mieć u wśród ludzi swą własną twarz. Autorem tekstu do utworu jest wokalista grupy Artur Gadowski.
Brzmienie utworu utrzymane jest w rockowym brzmieniu, połączone z dźwiękami, fortepianu. Między zwrotkami utworu przeplatane są solówki gitarowe w wykonaniu gitarzysty Kuby Płucisza, który jest zarazem kompozytorem utworu.
Podczas nagrywania tego utworu w studiu CCS im Waltera Chełstowskiego w Warszawie w listopadzie 1989 roku, muzycy pomylili się i zagrali o jedną zwrotkę mniej niż to było planowane, i podczas nagrywania wokalu, Gadowski musiał zrezygnować z zaśpiewania jej.
Utwór Na na grany był jedynie podczas trasy koncertowej po Polsce oraz ZSRR w 1989 i 1990 roku. Podobnie jak i cała płyta nie odniósł żadnego sukcesu.

## Twórcy
IRA
- Artur Gadowski – śpiew, chórki
- Wojtek Owczarek – perkusja, chór
- Kuba Płucisz – gitara
- Dariusz Grudzień – gitara basowa, chór
- Tomasz Bracichowicz – instrumenty klawiszowe

Produkcja
- Nagrywany oraz miksowany: Listopad 1989 w CCS Studio w Warszawie
- Producent muzyczny: IRA
- Realizator nagrań: Jarosław Regulski
- Aranżacja: Kuba Płucisz
- Tekst piosenki: Artur Gadowski
- Zdjęcia wykonali:  Marek Kotlimowski, Andrzej Stachura, Tadeusz Szmidt
- Wytwórnia: Pronit